# Phellinus robiniae
Phellinus robiniae är en svampart som först beskrevs av William Alphonso Murrill, och fick sitt nu gällande namn av A. Ames 1913. Phellinus robiniae ingår i släktet Phellinus och familjen Hymenochaetaceae.   Inga underarter finns listade i Catalogue of Life.